# Antonietta De Lillo
Antonietta De Lillo (Nápoles, 6 de marzo de 1960) es una directora de cine, guionista y fotoperiodista italiana.

## Biografía
Antonietta De Lillo se licenció en Artes Escénicas en el DAMS de la Universidad de Bolonia. Trabajó como periodista y fotógrafa freelance para importantes diarios y semanarios. Se trasladó a Roma, donde trabajó como ayudante de cámara para diversas producciones televisivas y cinematográficas.
En 1985 dirigió su primer largometraje, Una casa in bilico, ganador del Nastro d'argento Promotional; en 1990 dirigió su segunda película, Matilda, ambas realizadas en codirección con Giorgio Magliulo.
Entre 1992 y 1999 realizó numerosos documentales y vídeo-retratos, entre los que fueron seleccionados y premiados en diversos festivales internacionales: Angelo Novi fotografo di scena, (Fulci Talks) La notte americana del Dr. Lucio Fulci, Ogni sedia ha il suo rumore, Promessi sposi.
En 1995 dirigió I racconti di Vittoria, ganadora del Premio Fedic en la 52.ª edición del Festival de Venecia, en 1997 Maruzzella, un episodio de la película I vesuviani y en 2001 Non è giusto, presentada en el 54.º Festival de Locarno.
En 2004, dirigió el largometraje El resto de nada (Il resto di niente), presentado fuera de concurso en el Festival de Venecia, película que recibió numerosos premios y galardones, entre ellos un David di Donatello al mejor vestuario y nominaciones a la mejor actriz y la mejor escenografía, y cinco nominaciones a los Nastri d'argento. De Lillo recibió, junto con Giuseppe Rocca y Laura Sabatino, el Premio Flaiano al guion.
En 2008, escribió y dirigió el cortometraje Art. 20, parte de la película colectiva All Human Rights for All (30 cortometrajes para los 30 artículos de la Carta de los Derechos Humanos).
En 2011, con Marechiaro Film, realizó la primera película participativa producida en Italia, Il pranzo di Natale, como creadora y coordinadora del proyecto, reuniendo imágenes de aficionados y vídeos realizados por profesionales. La obra se presentó fuera de concurso en el Festival de Roma.
En 2013, realizó el documental La pazza della porta accanto - Conversazione con Alda Merini, que se presentó en el Festival de Turín en la sección E intanto in Italia. La obra está realizada a partir de una entrevista que la directora mantiene con Merini en 1995.
En 2014, realizó el documental Let's go, que cuenta la historia de Luca Musella, fotógrafo, cámara, escritor. El documental se presentó en el Festival de Turín en la sección "Diritti&Rovesci".
En noviembre de 2015, presentó su segunda película participativa, Oggi insieme, domani anche, en el Festival de Turín, coincidiendo con el 40 aniversario del referendo sobre el divorcio. La película se estrenó en los cines en mayo de 2016 y fue galardonada con un Nastro d'argento especial a la directora.
En septiembre de 2021, en el marco de la 78.ª edición del Festival de Venecia, organizó una exposición fotográfica sobre las ediciones del festival dirigidas por Carlo Lizzani en 1981 y 1982, titulada "Ritratti di cinema - Antonietta De Lillo fotografa la mostra".

## Filmografía

### Largometrajes
- Una casa in bilico, codirección con Giorgio Magliulo (1985)
- Matilda, codirección con Giorgio Magliulo (1990)
- I racconti di Vittoria (1995)
- Maruzzella, episodio de la película I vesuviani (1997)
- Non è giusto (2001)
- El resto de nada (Il resto di niente) (2004)
- Articolo 20, episodio de la película All Human Rights for All (2008)
- Oggi insieme, domani anche - documental (2015)

### Mediometrajes
- Viento 'e terra - documental (1996)
- Operai - documental (1997)
- Saharawi, voci distanti dal mare, codirección con Jacopo Quadri y Patrizio Esposito - documental (1997)
- 'O solemio - documental (1999)
- Pianeta Tonino - documental (2002)
- Il pranzo di Natale - documental (2011)
- La pazza della porta accanto - Conversazione con Alda Merini - documental (2013)
- Let's Go - documental (2014)
- Mr Rotpeter (Il signor Rotpeter) (2017)

### Cortometrajes
- Angelo Novi fotografo di scena - documental (1992)
- Promessi sposi - documental (1993)
- Fulci Talks (La notte americana del Dr. Lucio Fulci) - documental (1994)
- Ogni sedia ha il suo rumore - documental (1995)
- Hispaniola - documental (1997)
- 'O cinema (1999)
- Il faro - documental (2000)

### Televisión
- La storia siamo noi - programa de televisión, episodios La terra di lavoro del Casertano, Il parco nazionale del Cilento, L'Irpinia a venti anni dal terremoto, Le Vele, L'Italsider, I Quartieri Spagnoli, Il pendolarismo, Il litorale romano, L'area industriale di Cassino (2000-2001)

## Premios y nominaciones
Festival Internacional de Cine de Venecia
| Año  | Categoría   | Película    | Resultado |
| ---- | ----------- | ----------- | --------- |
| 1997 | León de Oro | I vesuviani | Nominado  |

David di Donatello
| Año  | Categoría                   | Película           | Resultado |
| ---- | --------------------------- | ------------------ | --------- |
| 1987 | Mejor director principiante | La casa in biblico | Nominado  |

Nastro d'argento
| Año  | Categoría                   | Película           | Resultado |
| ---- | --------------------------- | ------------------ | --------- |
| 1987 | Mejor director principiante | La casa in biblico | Nominado  |
| 1987 | Promotional                 | La casa in biblico | Ganador   |
| 2002 | Mejor argumento             | La casa in biblico | Nominado  |
| 2006 | Mejor guion                 | El resto de nada   | Nominado  |

Ciak d'oro
| Año  | Categoría          | Película         | Resultado |
| ---- | ------------------ | ---------------- | --------- |
| 2005 | Bello & Invisibile | El resto de nada | Ganador   |

FICE - Federazione Italiana Cinema d'Essai
| Año  | Categoría   | Película         | Resultado |
| ---- | ----------- | ---------------- | --------- |
| 2004 | Premio FICE | El resto de nada | Ganador   |

Festival de Cine de Turín
| Año  | Categoría                             | Película       | Resultado |
| ---- | ------------------------------------- | -------------- | --------- |
| 1993 | Mejor película de no ficción italiana | Promessi sposi | Nominado  |

Festival Internacional de Cine de Locarno
| Año  | Categoría       | Película     | Resultado |
| ---- | --------------- | ------------ | --------- |
| 2001 | Leopardo de Oro | Non è giusto | Nominado  |